# Jonas da Silva
Jonas Fontenelle da Silva (Parnaíba, 17 de dezembro de 1880 — Manaus, 5 de junho de 1947) foi um poeta brasileiro.

## Biografia
Nasceu na cidade de Parnaíba, Estado do Piauí, filho do Dr. João Antônio da Silva e de sua esposa,D. Firmina Fontenelle da Silva.
Iniciando as primeiras letras em sua cidade natal, aos 11 anos de idade mudou-se com a família para o Amazonas, onde prosseguiu em sua formação intelectual. Mais tarde,ingressou na Faculdade de Odontologia de Salvador,na Bahia, de onde muda-se para a do Rio de Janeiro, diplomando-se em 1899.
Durante a sua estada em Salvador, conheceu o escritor João da Silva Campos e juntos foram os precursores do movimento simbolista baiano, iniciado em 1898. Com outros poetas do movimento, idealizou, fundou e manteve a sociedade literária Nova Cruzada, em cuja revista colaborou com a publicação de várias poesias.
Em 1900, já morando no Rio de Janeiro, conheceu o poeta Bernardino Lopes e por meio deste, que era bastante influente na época (um dos fundadores da Folha Popular ao lado de Cruz e Sousa), publicou Ânforas, seu primeiro livro de versos. Lopes, apreciando a obra, se dispôs a prefaciá-la. Dois anos depois, pela mesma tipografia publicou seu segundo livro de poesias, Ulanos.
Anos mais tarde fixou residência definitiva em Manaus, onde publicou, em 1923, Czardas, seu terceiro e último livro, pela tipografia da revista Cá e Lá. Nessa mesma revista contribuiu por vários anos como colaborador em paralelo à sua carreira de dentista.
Após aposentar-se como funcionário do Instituto Benjamim Constant,de Manaus, passou a dirigir uma empresa cinematográfica, vindo a falecer em 5 de junho de 1947, aos 66 anos de idade.
Foi membro efetivo da Academia Amazonense de Letras,cadeira 18 e da Academia Piauiense de Letras, cadeira 24.

## Estilo literário
Seu livro de estreia, Ânforas, traz na abertura um soneto impresso em vermelho, e as demais composições em cor de sépia. No prefácio Bernardino Lopes escreveu: "... terei mesmo a ousadia de dizer que você procura para dourar os seus sonetos a mesma pamponilha usada nos meus", assinalando, assim, a influência que os seus versos exerciam sobre a poética do jovem artista.
A libertação em relação à influência de Lopes sucede no segundo livro de Jonas da Silva, Ulanos, onde passa a compor versos alexandrinos, embora mantivesse fervorosa admiração pelo "Mestre dos Brasões". Em seu terceiro livro, Czardas, homenageia-o com um soneto intitulado "O Mestre".
Jonas da Silva foi um poeta de transição, como Oscar Rosas e Henrique Castriciano.

## Obras

### Poesia
- 1900 - Ânforas
- 1902 - Ulanos
- 1923 - Czardas